# Rambla d'Abacho
La Rambla d'Abacho és un curs d'aigua que comença al Rincón de la Culebra, al terme de Iàtova (Foia de Bunyol). És tributari del Riu Millars, per la riba dreta, afluent del riu Magre, amb unes aigües discontínues.